# Thecophora australiana
Thecophora australiana är en tvåvingeart som först beskrevs av Camras 1955.  Thecophora australiana ingår i släktet Thecophora och familjen stekelflugor. Inga underarter finns listade i Catalogue of Life.